# Statistiche e record della Torres
Nella presente pagina sono riportate le statistiche nonché record riguardanti la Torres, società calcistica italiana con sede a Sassari.

## Statistiche di squadra
Fonte:
- Più reti in un campionato: 24 Marzio Lepri (1958-1959)
- Primatista di reti: 122 Marzio Lepri (1954-1964)
- Primatista di presenze: 322 Paolo Morosi (1964-1974)
- Maggior numero di punti conquistati: 76[2] (1958-1959)
- Minor numero di punti conquistati: 23[3] (1947-1948)
- Maggior numero di gol segnati: 68 (1954-1955)
- Minor numero di gol segnati: 20 (1965-1966)
- Maggior numero di gol subiti: 70 (1947-1948)
- Minor numero di gol subiti: 14 (1992-1993)
- Miglior differenza reti: + 47 (1958-1959)
- Miglior differenza reti in casa: +37 (1951-1952) e (1954-1955)
- Miglior differenza reti in trasferta: +20 (1958-1959)
- Peggior differenza reti: -37 (1947-1948)
- Peggior differenza reti in casa: 0 (1970-1971)
- Peggior differenza reti in trasferta: -40 (1947-1948)
- Maggior numero di vittorie: 23 (1958-1959)
- Maggior numero di vittorie in casa: 15 (1954-1955) e (1980-1981)
- Maggior numero di vittorie in trasferta: 10 (1958-1959)
- Minor numero di sconfitte: 2 (1958-1959)
- Minor numero di sconfitte in casa: 0 (1958-1959), (1971-1972), (1978-1979), (1979-1980), (1986-1987), (1992-1993) e (2000-2001)
- Minor numero di sconfitte in trasferta: 2 (1958-1959)
- Maggior numero di sconfitte: 20 (1974-1975)
- Maggior numero di sconfitte in casa: 8 (1970-1971)
- Maggior numero di sconfitte in trasferta: 14 (1947-1948)
- Maggior numero di pareggi: 20 (1989-1990)
- Maggior numero di pareggi in casa: 12 (1989-1990)
- Maggior numero di pareggi in trasferta: 10 (1971-1972), (1972-1973) e (1986-1987)
- Minor numero di pareggi: 3 (1954-1955)
- Minor numero di pareggi in casa: 1 (1954-1955), (1977-1978) e (1980-1981)
- Minor numero di pareggi in trasferta: 2 (1954-1955), (1959-1960) e (2001-2002)
- Minor numero di vittorie: 4 (1989-1990)
- Minor numero di vittorie in casa: 4 (1989-1990)
- Minor numero di vittorie in trasferta: 0 (1974-1975)
- Prima partita in casa: vs. Roma B[4] (1930-1931)
- Prima partita in trasferta: vs. Ardita Roma[5] (1930-1931)
- Prima vittoria: 1-0 vs. Ostiense[6] (1930-1931)
- Prima vittoria in casa: 1-0 vs. Ostiense[6] (1930-1931)
- Prima vittoria in trasferta: 0-2 a tavolino vs. Augusta Roma[7] (1930-1931)
- Primo pareggio: 1-1 vs. Ardita Roma[5] (1930-1931)
- Primo pareggio in casa: 1-1 vs. Rieti[8] (1930-1931)
- Primo pareggio in trasferta: 1-1 vs. Ardita Roma[5] (1930-1931)
- Prima sconfitta: 0-2 vs. Roma B[4] (1930-1931)
- Prima sconfitta in casa: 0-2 vs. Roma B[4] (1930-1931)
- Prima sconfitta in trasferta: 3-2 vs. Civitavecchia[9] (1930-1931)
- Primo gol segnato: Luigi Marongiu[10] vs. Ardita Roma[5] (1930-1931)
- Primo gol segnato in casa: Luigi Marongiu[11] vs. Ostiense[6] (1930-1931)
- Primo gol segnato in trasferta: Luigi Marongiu[10] vs. Ardita Roma[5] (1930-1931)
- Primo gol subito: Pagliaro[12] vs. Ardita Roma[5] (1930-1931)
- Primo gol subito in casa: Ricci[13] vs. Roma B[4] (1930-1931)
- Primo gol subito in trasferta: Pagliaro[12] vs. Ardita Roma[5] (1930-1931)
- Prima sostituzione effettuata: Biagi per Zaccheddu[14] vs. Spezia[15] (1966-1967)
- Prima gara annullata: vs. Ostiense[16] (1930-1931)
- Primo spareggio: vs. L'Aquila (1992-1993)
- Record imbattibilità portiere: Michele Pintauro, 943 minuti[17] (1992-1993)
- Record imbattibilità casalingo: 43 giornate (973 giorni)[18]

### Coppa Italia
L'unica partecipazione della Torres in Coppa Italia risale alla stagione 1989-90, in cui uscì al primo turno eliminatorio perdendo per 4-0 a Bergamo contro l'Atalanta.
In Coppa Italia Lega Pro invece conta 29 partecipazioni senza essere mai riuscita ad arrivare in finale, mentre tra le coppe nazionali dilettantistiche ne conta 10 in Coppa Italia Dilettanti, una in Coppa Italia Serie D e 2 nello Scudetto Dilettanti.
In Coppa Italia Dilettanti la Torres ha disputato e perso per 3-2 la finale contro il Quinzano nel 1991-92, dopo aver vinto la Fase Interregionale, mentre nel 2011-12 vi ha avuto accesso dopo aver vinto la Coppa Eccellenza Sardegna. Ha partecipato infine allo Scudetto Dilettanti dopo aver vinto i gironi nelle stagioni 1992-93 e 2012-13, senza mai però imporsi vittoriosa.

## Statistiche individuali
Aggiornato alla stagione 2019-2020.
| Record di presenze - 347 Salvatore Pinna (1998-2006, 2016-2020) - 342 Paolo Morosi (1964-1974) - 301 Marzio Lepri (1954-1964) - 243 Alessandro Frau (1993-1995, 1995-1998, 2002-2003, 2005-2008, 2016-2017) - 201 Stefano Udassi (1998-2005) - 200 Riccardo Chechi - 188 Leonardo Campus - 185 Salvatore Arca - 160 Luca Panetto - 154 Giuseppe Cadè | Record di reti - 122 Marzio Lepri (1954-1964) - 72 Piero Mastino (????-????) - 62 Giuseppe Canessa (1978-1985) - 58 Umberto Serradimigni (1947-1955, 1963-1964) - 55 Alessandro Frau (1993-1995, 1995-1998, 2002-2003, 2005-2008, 2016-2017) - 51 Stefano Udassi - 45 Paolo Morosi - 44 Roberto Ennas - 44 Primo Luigi Galasi - 43 Renato Greco - 42 Luigi Marongiu - 31 Francesco Fiori - 28 Luca Amoruso | Stagioni in rosa - 13 Salvatore Arca - 12 Salvatore Pinna - 11 Leonardo Campus - 10 Paolo Morosi - 9 Alessandro Frau - 9 Filippo Zani - 8 Luca Panetto - 7 Riccardo Chechi - 7 Primo Luigi Galasi - 7 Stefano Udassi |